# Иванков (Андрушёвский район)
Ива́нков (укр. Іванків) — село на Украине, находится в Андрушёвском районе Житомирской области. Расположено на берегу реки Гуйва.
Код КОАТУУ — 1820384401. Население по переписи 2001 года составляет 809 человек. Почтовый индекс — 13410. Телефонный код — 4136. Занимает площадь 25,77 км².

## Адрес местного совета
с. Иванков, ул. Ковалёва, 1